# Каннингем, Джон (исследователь)
Джон Каннингем (англ. John Cunningham; ок. 1575 — 1651) — шотландский мореплаватель, работавший под датским флагом. Он стал известен после своего участия в экспедиции Кристиана IV в Гренландию.

## Биография
В Дании Каннингем был известен как Ханс Кёнинг (дат. Hans Køning). В 1603 году он получил звание капитана на военно-морском флоте. В 1605 году он был капитаном на судне Trost, отправившимся в экспедицию в Гренландию. В 1606 году он снова отправился на север, но уже в качестве капитана судна Den Røde Løve.
В 1615 году Каннингем числился среди командиров на борту военно-морской экспедиции в Шпицберген под начальством Габриеля Крусе, отправленной с целью подчинения тамошних китобойных баз. Там он впервые встретился с Робертом Фотбери и Томасом Эджем. В следующем году Каннингем участвовал в экспедиции на Фареры и в Исландию для очищения береговых линий от пиратов. Его назначили капитаном судна Gabriel. В 1619 году он занял пост губернатора провинции Финнмарк, который занимал до самой смерти в 1651 году.